# Acrochordonichthys septentrionalis
Acrochordonichthys septentrionalis es una especie de pez de la familia Akysidae.

## Morfología
Los machos pueden llegar alcanzar los 10,1 cm de longitud total.
Número de  vértebras:40.

## Distribución geográfica
Es endémico de las cuencas de los ríos Mae Klong, en Tailandia y Pahang, en la península de Malaca. Probablemente también se encuentre en el río Bernam, también en Malaca.